# Sụp đổ thị trường chứng khoán 2020
Sụp đổ thị trường chứng khoán năm 2020 là sự sụp đổ lớn và đột ngột của thị trường chứng khoán toàn cầu bắt đầu vào ngày 20 tháng 2 năm 2020 và kết thúc vào ngày 7 tháng 4 cùng năm.
Bắt đầu từ ngày 13 tháng 5 năm 2019, đường cong lợi tức trên chứng khoán Kho bạc Hoa Kỳ đã đảo ngược, và duy trì như vậy cho đến ngày 11 tháng 10 năm 2019, khi đường cong lợi tức trở lại bình thường. Qua năm 2019, trong khi một số nhà kinh tế (bao gồm Campbell Harvey và cựu nhà kinh tế của Cục Dự trữ Liên bang New York Arturo Estrella) cho rằng có khả năng xảy ra suy thoái trong năm sau, các nhà kinh tế khác (bao gồm cả giám đốc điều hành của Wells Fargo Securities Michael Schumacher và Chủ tịch Cục Dự trữ Liên bang San Francisco Mary C. Daly) lập luận rằng các đường cong lợi suất đảo ngược có thể không còn là một công cụ dự báo suy thoái đáng tin cậy. Đường cong lợi tức trên Kho bạc Hoa Kỳ sẽ không đảo ngược lần nữa cho đến ngày 30 tháng 1 năm 2020 khi Tổ chức Y tế Thế giới tuyên bố đợt bùng phát COVID-19 là Tình trạng khẩn cấp về Y tế Công cộng cần Quan tâm của Quốc tế, bốn tuần sau khi các quan chức ủy ban y tế địa phương ở Vũ Hán, Trung Quốc đã công bố 27 trường hợp COVID-19 đầu tiên là một chủng vi rút viêm phổi bùng phát vào ngày 1 tháng 1.
Đồ thị của đường cong này đã không trở lại bình thường cho đến ngày 3 tháng 3 khi Ủy ban Thị trường Mở Liên bang (FOMC) hạ mục tiêu lãi suất quỹ liên bang xuống 50 điểm cơ bản. Khi ghi nhận quyết định của FOMC về việc cắt giảm 25 điểm cơ bản của lãi suất ngân quỹ liên bang ba lần trong khoảng thời gian từ ngày 31 tháng 7 đến ngày 30 tháng 10 năm 2019, vào ngày 25 tháng 2 năm 2020, cựu Bộ trưởng Bộ Tài chính Hoa Kỳ về các vấn đề quốc tế Nathan Sheets cho rằng sự chú ý của Cục Dự trữ Liên bang đến sự đảo ngược của đường cong lợi suất trên thị trường Kho bạc Hoa Kỳ khi thiết lập chính sách tiền tệ có thể có tác động xấu là làm cho đường cong lợi suất đảo ngược có tính ít dự đoán hơn về suy thoái.
Trong năm 2019, IMF báo cáo rằng nền kinh tế thế giới đang trải qua một 'sự suy thoái đồng bộ', tăng trưởng với tốc độ chậm nhất kể từ cuộc khủng hoảng tài chính 2007–08. Các 'vết nứt' đã xuất hiện trên thị trường tiêu dùng khi các thị trường toàn cầu bắt đầu chịu ảnh hưởng của hoạt động sản xuất 'xuống cấp nghiêm trọng'. Tăng trưởng toàn cầu được cho là đã đạt đỉnh vào năm 2017, khi tổng sản lượng ngành công nghiệp của thế giới bắt đầu giảm liên tục vào đầu năm 2018. IMF đổ lỗi cho 'căng thẳng thương mại và địa chính trị gia tăng' là nguyên nhân chính dẫn đến sự chậm lại, cho rằng Brexit và chiến tranh thương mại Trung - Mỹ là những lý do chính dẫn đến sự chậm lại trong năm 2019, trong khi các nhà kinh tế khác đổ lỗi cho các vấn đề thanh khoản.
Sự sụp đổ này đã gây ra một thị trường bear tồn tại trong thời gian ngắn, và vào tháng 4 năm 2020, thị trường chứng khoán toàn cầu quay trở lại thị trường tăng giá, mặc dù các chỉ số thị trường Hoa Kỳ đã không trở lại mức tháng 1 năm 2020 cho đến tháng 11 năm 2020. Sự sụp đổ này báo hiệu sự khởi đầu của cuộc suy thoái COVID-19. Sự sụp đổ của thị trường chứng khoán năm 2020 kết thúc một thập kỷ kinh tế thịnh vượng và tăng trưởng toàn cầu bền vững sau khi phục hồi từ cuộc khủng hoảng tài chính 2007-2008. Tỷ lệ thất nghiệp toàn cầu đang ở mức thấp nhất trong lịch sử, trong khi chất lượng cuộc sống nói chung đang được cải thiện trên toàn thế giới. Tuy nhiên, vào năm 2020, đại dịch COVID-19, đại dịch có tác động mạnh nhất kể từ khi dịch cúm Tây Ban Nha bắt đầu, làm suy sụp nền kinh tế. Suy thoái kinh tế toàn cầu xảy ra do đại dịch, và sự gián đoạn nguồn cung mua và người mua tích trữ trong hoảng loạn đã làm trầm trọng thêm thị trường. Quỹ Tiền tệ Quốc tế đã chỉ ra các yếu tố giảm thiểu khác có trước đại dịch, chẳng hạn như sự suy giảm diễn ra đồng bộ trên toàn cầu vào năm 2019, là nguyên nhân làm trầm trọng thêm sự sụp đổ của thị trường chứng khoán, đặc biệt là khi thị trường này vốn đã dễ bị tổn thương.